# NGC 165
NGC 165 é uma galáxia espiral barrada (SBbc) localizada na direcção da constelação de Cetus. Possui uma declinação de -10° 06' 23" e uma ascensão recta de 0 horas, 36 minutos e 28,9 segundos.
A galáxia NGC 165 foi descoberta em 1882 por Ernst Wilhelm Leberecht Tempel.